# Маратти, Джованни Франческо
Джованни Франческо Маратти (итал. Giovanni Francesco Maratti; около 1704 или 1723 — 1777) — итальянский ботаник, работавший в Римском университете.

## Биография
Джованни Франческо Маратти (при рождении — Гаэтано) вероятно родился в 1704 году в Риме или в Дженцано-ди-Рома. В 1721 году Маратти стал учиться в Валломброзском аббатстве. Затем Маратти продолжил учиться в аббатстве святого Михаила Архангела в Пассиньяно. В 1739 году Маратти стал аббатом святилища Девы Марии Галлорской. В 1747 году Маратти стал работать профессором ботаники и медицины в Римском университете Ла Сапиенца и директором Римского ботанического сада. Этот сад был известен своим разнообразием видов. Одним из друзей Маратти был ботаник и химик Либерато Саббати (ок. 1714 — ок. 1799). Также Маратти был знаком с Джеймсом Диксоном (1738—1822), Карло Аллиони (1728—1804) и Антуаном Гуаном (1733—1821). Джованни Маратти скончался в конце января 1777 года в Риме.
В 1763 году была издана книга Джованни де Масса Дукале Dilucidazione fitologica. В ней было опубликовано посвящение Дж. Маратти. О личности де Масса Дукале ничего не известно, обычно автором этой работы считается сам Маратти. В 1772 году была опубликована книга Storia naturale dell' Mola di Corsica, автором которой указан Маратти. Однако в 1907 году Пьер Андреа Саккардо показал, что в действительности текст этой книги был взят из ранних работ Паоло Бокконе (1633—1704) и Луиджи Армандо Жоссена (?—1767).

## Некоторые научные работы

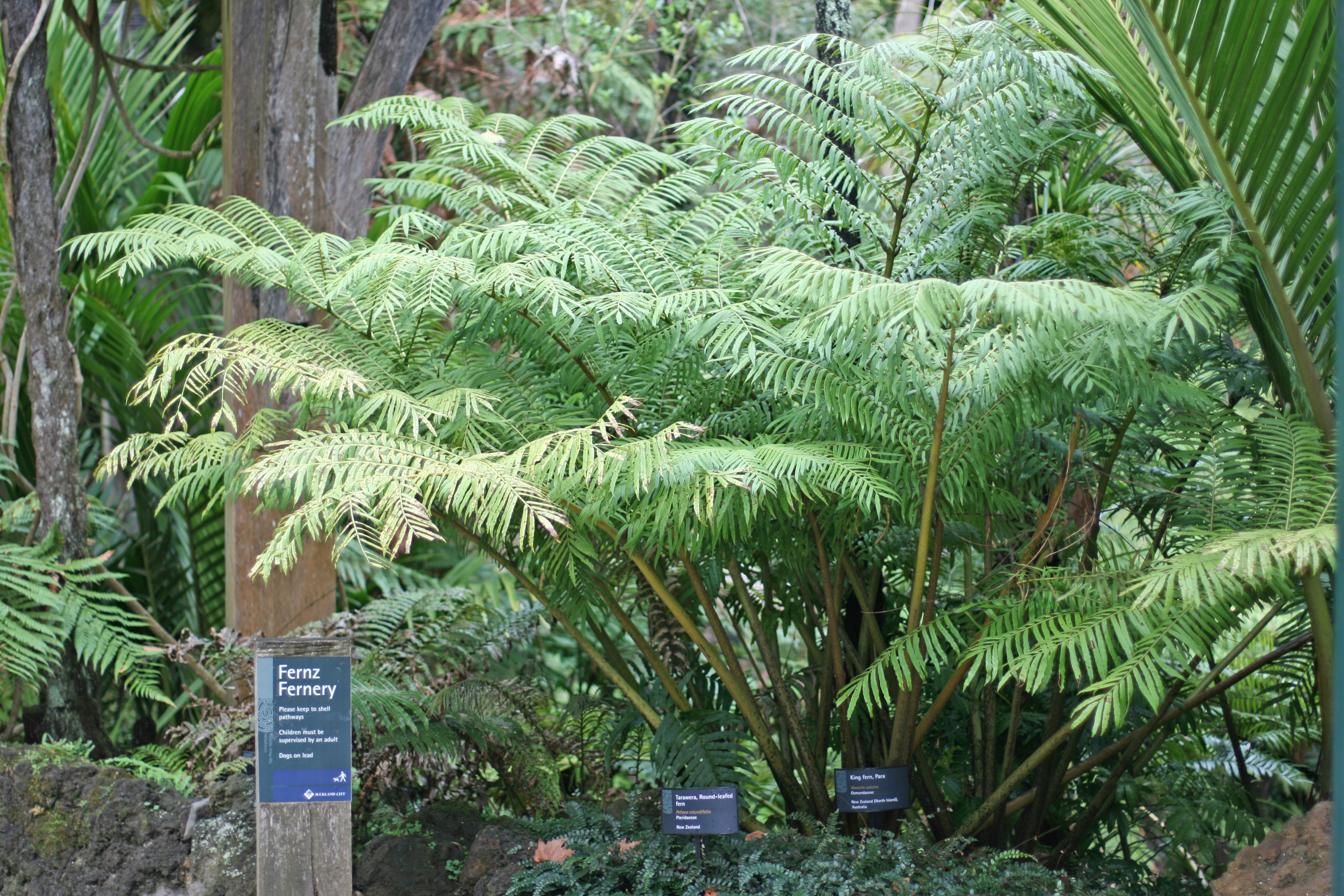
Marattia

- (?) Massa Ducale, G. de (1763). Dilucidazione fitologica. 112 p.
- Maratti, G.F. (1772). Plantarum Romuleae, et Saturniae. 22 p.
- Maratti, G.F. (1776). De plantis zoophytis et lithophytis. 62 p.
- Maratti, G.F. (1822). Flora romana. 2 vol., 415 + 543 p.

## Роды, названные в честь Дж. Ф. Маратти
Вероятно, в честь Маратти назван род Marattia Sw., 1788, однако в первоначальной публикации не было указано происхождение этого названия. От этого названия были образованы Protomarattia, Marattiopsis, Marattiotheca, Marattisporites и Marattiites.